# 49:de breddgraden
49:de breddgraden (engelska: 49th Parallel) är en brittisk krigsdramafilm från 1941 i regi av Michael Powell. I huvudrollerna ses Leslie Howard, Laurence Olivier, Raymond Massey och Anton Walbrook. Filmen var det brittiska manusförfattar-regissörsteamet Powell och Pressburgers tredje samarbete. Filmen erhöll en Oscar för bästa berättelse och var nominerad i ytterligare två kategorier, bästa film samt bästa manus. 

## Rollista i urval
Ubåtsbesättningen
- Richard George - kommendant Bernsdorff
- Eric Portman - löjtnant Hirth
- Raymond Lovell - löjtnant Kuhnecke
- Niall MacGinnis - Vogel
- Peter Moore - Kranz
- John Chandos - Lohrmann
- Basil Appleby - Jahner

Kanadensare
- Laurence Olivier - Johnnie
- Finlay Currie - faktor
- Ley On - Nick
- Anton Walbrook - Peter
- Glynis Johns - Anna
- Charles Victor - Andreas
- Frederick Piper - David
- Leslie Howard - Philip Armstrong Scott
- Tawera Moana - George
- Eric Clavering - Art
- Charles Rolfe - Bob
- Raymond Massey - Andy Brock